# Pierwomajka (rejon troicki)
Pierwomajka (ros. Первомайка) – osiedle w Rosji, w obwodzie czelabińskim, w rejonie troickim. W 2021 liczyła 160 mieszkańców.